# 科羅拉多山

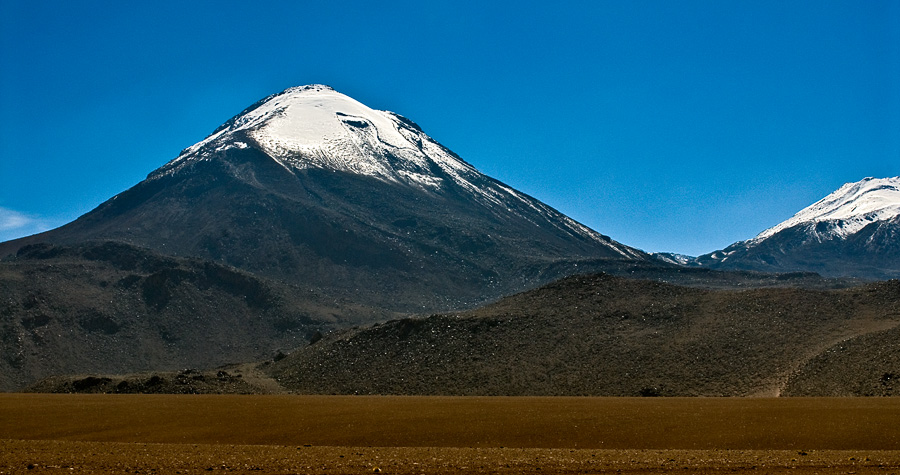

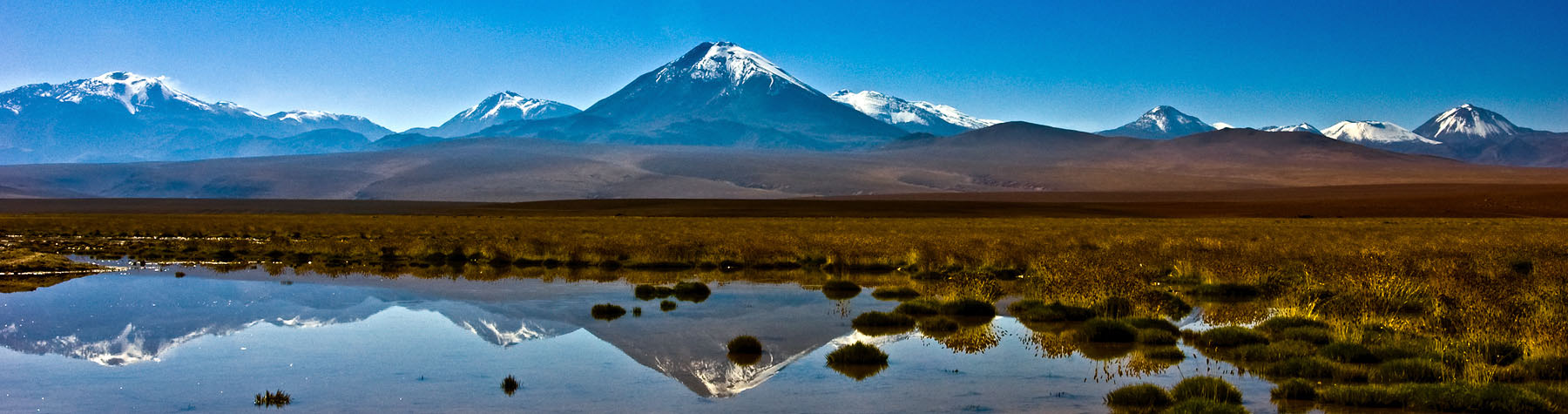

22°35.54′S 67°55.33′W / 22.59233°S 67.92217°W
科羅拉多山（西班牙語：Volcán Colorados），是智利的火山，位於玻利維亞邊境以西7公里，處於庫里金卡火山以西和埃斯卡蘭特山西北面，屬於安第斯山脈中塞雷卡布爾火山群的一部分，海拔高度5,748米。